# Johannes Zeiler

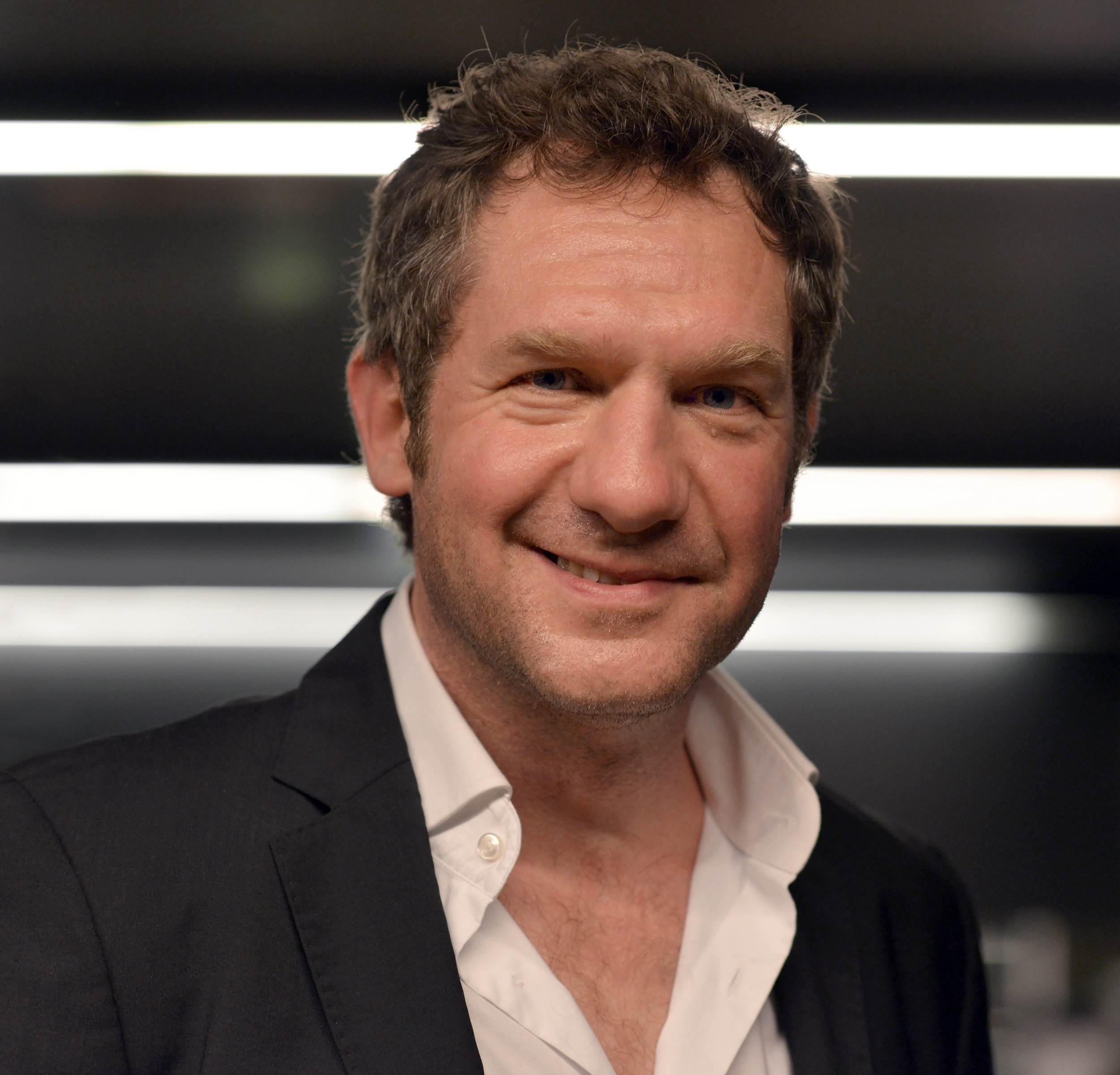
Johannes Zeiler (2014)

Johannes Zeiler (* 29. April 1970 in Vorau, Steiermark) ist ein österreichischer Schauspieler.

## Leben und Wirken
Johannes Zeiler studierte Germanistik und Geschichte in Graz, absolvierte von 1992 bis 1996 ein Schauspielstudium am Max-Reinhardt-Seminar Wien. Engagements hatte er u. a. am Landestheater Coburg, den Bühnen der Landeshauptstadt Kiel, am Theater Phönix in Linz, am Ensemble Theater Wien, Theater im Bahnhof in Graz und am Theater der Jugend in Wien. Von 1999 bis 2002 war er außerdem Mitglied des Faust-Ensembles von Peter Stein. Ab der Spielzeit 2010/11 war er Ensemblemitglied am Schauspielhaus Wien.
Johannes Zeiler ist auch als Film- und Fernsehschauspieler tätig. Der bisherige Höhepunkt seiner Karriere ist dabei sicher die Titelrolle in der Faust-Verfilmung von Alexander Sokurov, gedreht 2009 in Tschechien und Island. Die Weltpremiere fand im Rahmen der 68. Internationalen Filmfestspiele von Venedig statt, wo Faust mit dem Hauptpreis, dem Goldenen Löwen, prämiert wurde. Seit 2012 steht er als Teil der Hauptbesetzung für die ORF-Serie Cop Stories vor der Kamera.
Im Spielfilm Deckname Holec (2016) verkörperte er den damaligen ORF-Fernsehdirektor Helmut Zilk, in Wackersdorf (2018) spielte er die Rolle des Schwandorfer Landrats Hans Schuierer, der gegen die Wiederaufarbeitungsanlage Wackersdorf kämpfte.

## Filmografie (Auswahl)
- 1997: Der Unfisch
- 2008: Der erste Tag
- 2008: Revanche
- 2009: Tatort: Kinderwunsch
- 2011: Faust
- 2011: Isenhart – Die Jagd nach dem Seelenfänger
- 2013: Polizeiruf 110 – Kinderparadies
- 2013–2019: CopStories
- 2014: Tatort: Paradies
- 2014: Paul Kemp – Alles kein Problem
- 2014: Die Sache mit der Wahrheit
- 2015: Ritter Trenk (Synchronisation)
- 2015: Hilfe, ich hab meine Lehrerin geschrumpft
- 2015: Am Ende des Sommers
- 2016: Deckname Holec
- 2016: Hotel Rock’n’Roll
- 2016: Unter anderen Umständen – Tod eines Stalkers
- 2017: Die Ketzerbraut
- 2018: Hilfe, ich hab meine Eltern geschrumpft
- 2018: Landkrimi – Steirerkind
- 2018: Wackersdorf
- 2018: Womit haben wir das verdient?
- 2018: SOKO Donau: Der Finger am Abzug
- 2019: Im Schatten der Angst
- 2019: World on Fire (Fernsehserie)
- 2020: Die Toten vom Bodensee – Fluch aus der Tiefe
- 2020: Nicht tot zu kriegen
- 2020: Das letzte Wort (Fernsehserie)
- 2020: Letzter Wille (Fernsehserie)
- 2020: Wilsberg: Alles Lüge (Fernsehreihe)
- 2021: Almania
- 2021: Schachnovelle
- 2021: Kitz (Fernsehserie)
- 2022: Tatort: Alles was Recht ist
- 2022: WaPo Bodensee: Spiel mit dem Feuer (Fernsehserie)
- 2023: SOKO Linz – Herzensbrecher (Fernsehserie)
- 2023: Unter anderen Umständen: Dämonen
- 2024: Vienna Blood – Mephisto (Fernsehreihe)
- 2025: SOKO Donau/SOKO Wien – Waldesruh (Fernsehserie)
- 2025: Die Affäre Cum-Ex (Fernsehserie, 8 Episoden)

## Hörspiele
- 2014: Friedrich Bestenreiner/Erwin Koch: Agnes und ihr Kind – Regie: Harald Krewer (Hörspiel – ORF)
- 2015: David Vogel: Eine Wiener Romanze – Regie: Harald  Krewer (Hörspiel, 2 Teile – ORF/DKultur)